# شهرستان گورودوویکوفسکی
شهرستان گورودوویکوفسکی (به لاتین: Gorodovikovsky District) یک شهرستان در روسیه است که در قالمیقستان واقع شده‌است.